# Schlosstheater Ballenstedt

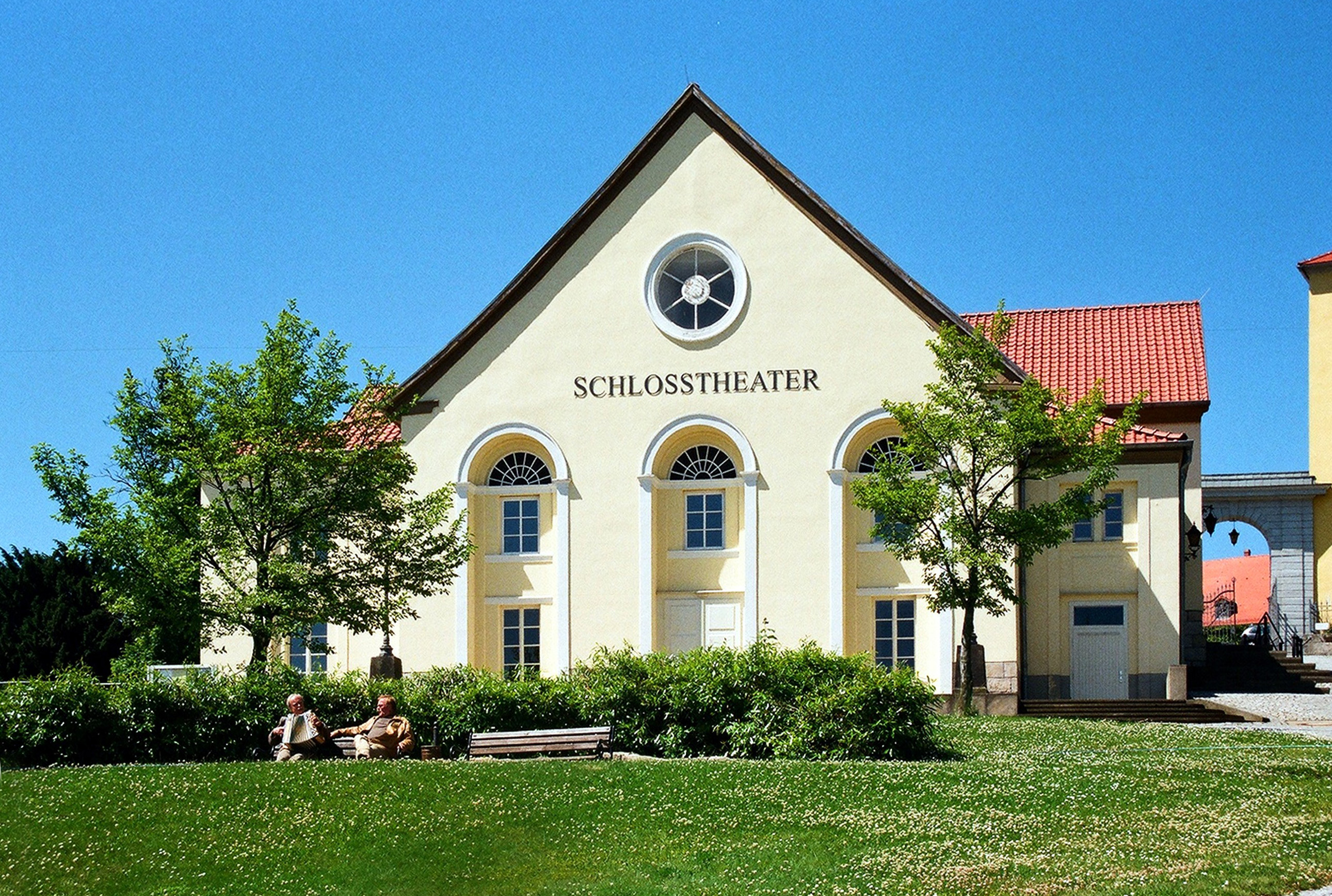
Schlosstheater Ballenstedt (2009)

Das Schlosstheater Ballenstedt ist ein historischer Theaterbau in der Kleinstadt Ballenstedt im Landkreis Harz in  Sachsen-Anhalt. Es steht unter Denkmalschutz.

## Lage und Baubeschreibung

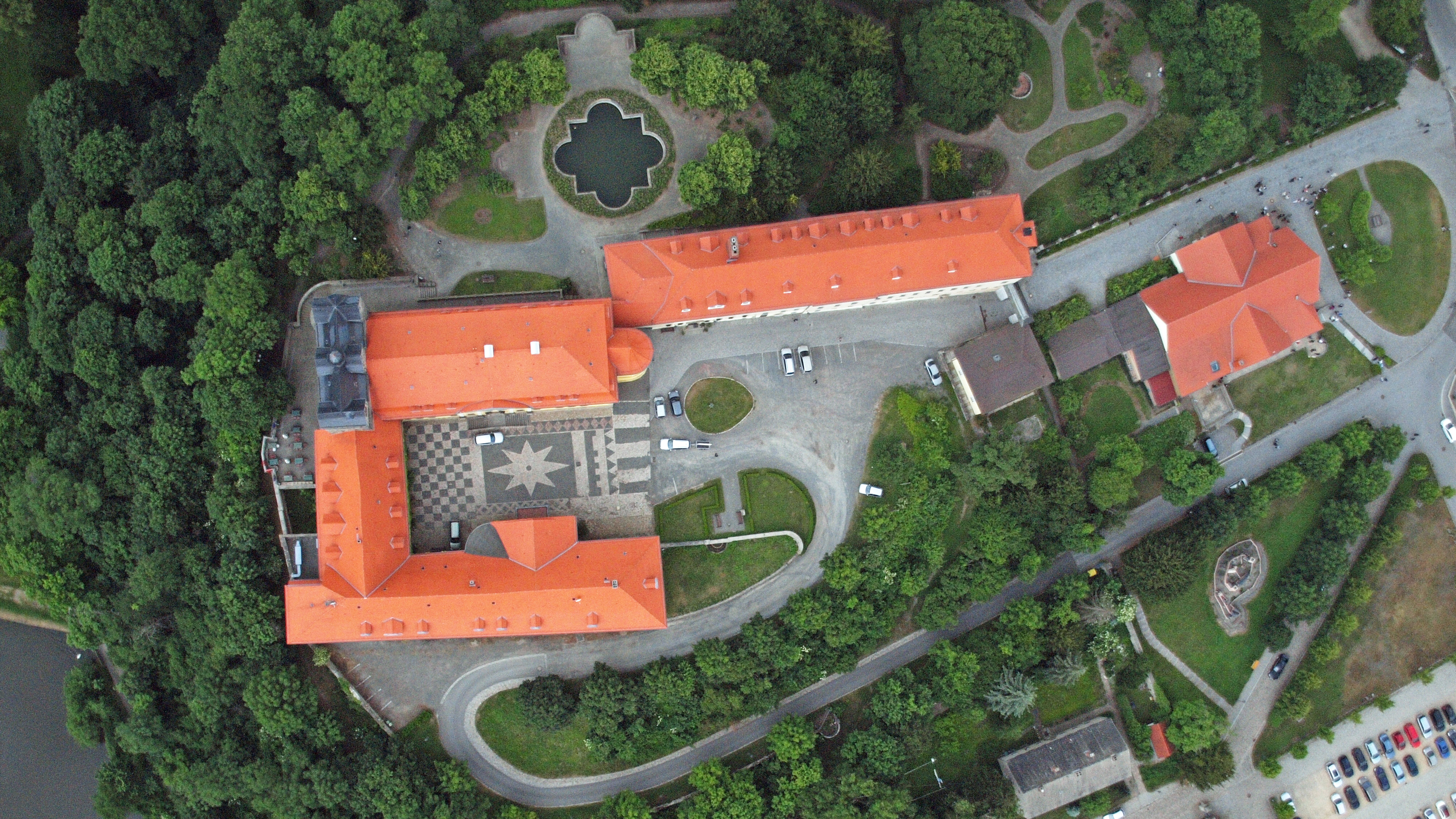
Lage des Schlosstheaters (rechts) am Ballenstedter Schloss

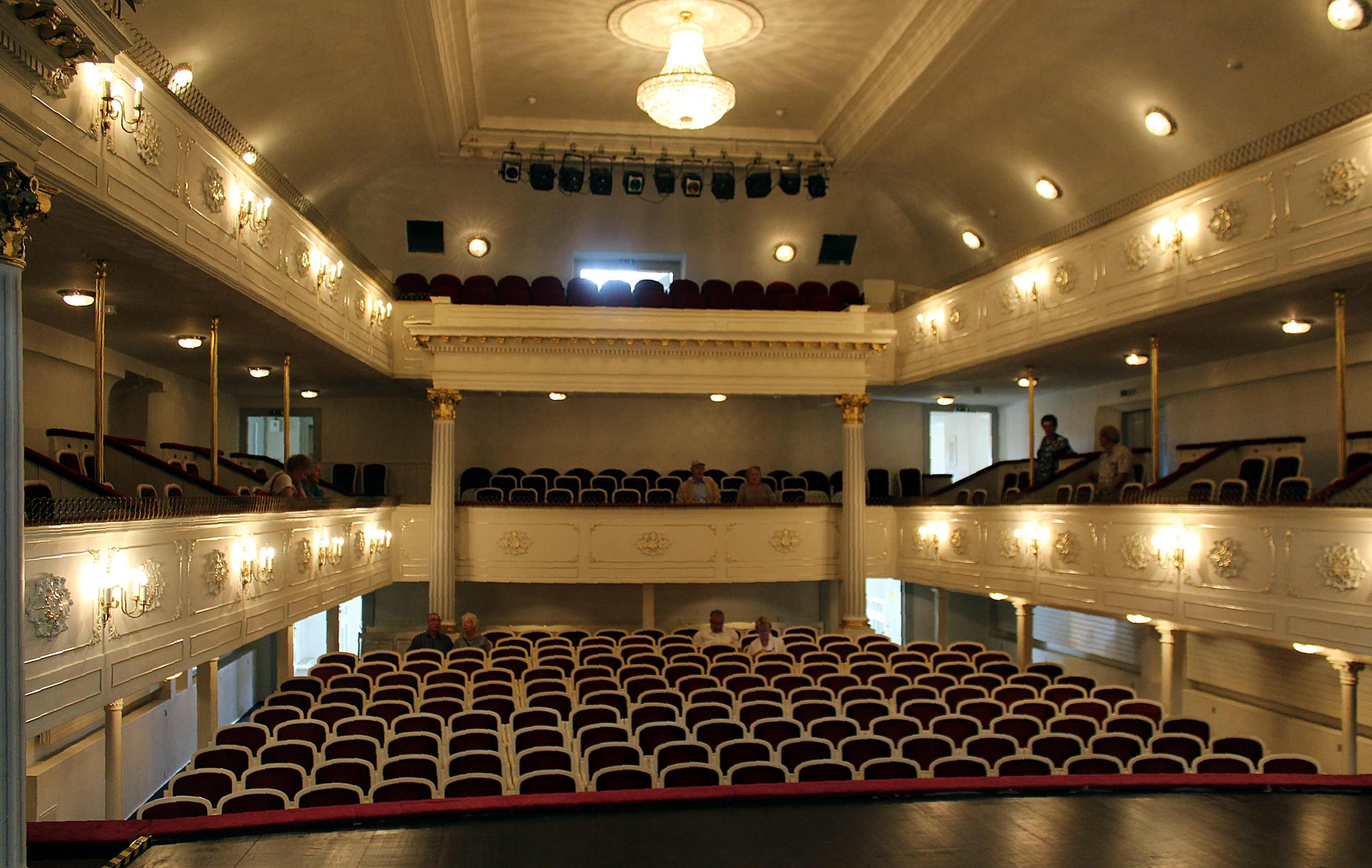
Der Zuschauerraum (2018)

Das Schlosstheater Ballenstedt gehört zum Gebäudeensemble des Ballenstedter Schlosses. Es befindet sich am Ende der Schlossallee linker Hand vor dem Schlosstor mit der Adresse Schlossplatz 1.
Der schlichte, im Wesentlichen rechteckige und zweigeschossig auftretende Baukörper ist etwa 30 Meter lang und 20 Meter breit. Zwei an den Längsseiten hervortretende Giebel führen zu einer kreuzförmigen Anordnung von Satteldächern. In der Gestaltung seines Eingangsgiebels nimmt der in klassizistischer Zeit errichtete Bau bereits in gewisser Weise den späteren Rundbogenstil voraus.
Der 349 Plätze umfassende Zuschauerraum besitzt zwei Emporen.

## Geschichte
Friedrich Albrecht von Anhalt-Bernburg ließ, nachdem er 1765 seine Residenz von Bernburg nach Ballenstedt verlegt hatte, hier ein kleines Hoftheater errichten. 1787 war Grundsteinlegung, und bereits am 8. Juni 1788 fand die Eröffnung statt. Damit ist es eine der ältesten Bühnen in Deutschland und die älteste noch bespielte in Sachsen-Anhalt. Der Architekt des Gebäudes ist unbekannt.
1887 hatte sich mit der Initiative von Prinzessin Pauline am Hofe eine Theatergesellschaft gegründet, und auch der erst 26-jährige Hoforganist und Hofkapellmeister Carl Christian Agthe wurde bis zu seinem Tode 1797 am Hause tätig und steuerte einige Opern bei. Nach einer Unterbrechung von 1806 bis 1810 begann im 19. Jahrhundert die Blütezeit des Theaters mit den Gastspielen berühmter Theatergesellschaften, wie die von Joseph Seconda und Friedrich Wilhelm Bossann. 1846 dirigierte der Albert Lortzing seine Oper „Undine“, 1847/48 sang Joseph Tichatschek die Rolle des Tannhäuser und 1852 dirigierte Franz Liszt eigene und zeitgenössische Werke von Richard Wagner und Hector Berlioz. Nach dem Tode Alexander Carls, des letzten Herzogs von Anhalt-Bernburg, wurde 1864 das Theater geschlossen.
1889 ermöglichte ein Theaterkomitee Ballenstedter Bürger den Weiterbetrieb. Bis 1914 spielten die Hofoper und das Hofschauspiel Dessau in Ballenstedt. 1925 übernahm Eduard von Winterstein Regieaufgaben. Von 1933 bis 1945 war der Spielbetrieb fast völlig eingestellt.
Nach dem Ende des Zweiten Weltkriegs entstand ein Ensemble, das bis zur Reorganisation des Theaterwesens 1949 bestand. Dann wurde das Haus wieder Gastspielstätte, zunächst für das Stadttheater Quedlinburg und ab 1963 das Volkstheater Halberstadt, die sich beide 1992 zum Nordharzer Städtebundtheater vereinten, mit dem 1996 ein Kooperationsvertrag abgeschlossen wurde.

## Nutzung
Nach Aufkündigung des Vertrages mit dem Nordharzer Städtebundtheater wird das Ballenstedter Schlosstheater von der Stadt Ballenstedt betrieben. Es finden Veranstaltungen verschiedener Art statt, die von Theatervorstellungen über Lesungen, Vorträge, Kabarett und Liederabende bis zu Konzerten reichen, wobei letztere das Spektrum von Volksmusik bis Rock abdecken.